# 遠阪峠
遠阪峠（とおざかとうげ）は、兵庫県中北部にある峠。

## 地理
粟鹿山(962.3m)から北東に伸びる尾根の鞍部にある峠で、加古川水系と円山川水系との中央分水嶺である。かつては丹波国（氷上郡）と但馬国（朝来郡）の国境となっており、現在は兵庫県の丹波市と朝来市の市境になっている。
平安時代の「延喜式」によれば、当時の山陰道の通過地であり、丹波国側には「佐治」（現在は丹波市青垣町佐治）、但馬国側には「粟鹿」（朝来市山東町粟鹿）という駅家があった。
「佐治」駅は峠の東麓の青垣町遠阪にあったとされている。遠阪は加古川の最上流域にあたり、加古川の本流から分かれた遠阪川という支流が奥深い谷を形成している。この地域は遠阪谷と呼ばれてきたが、一体を指す場合には「遠阪（谷）」、最奥の峠を指す場合には「遠坂」と書き分けられていた。
「粟鹿」駅は峠の西麓である朝来市山東町柴にあっただろうと考えられている。いまの粟鹿地区は柴地区より1kmほど西にあり、粟鹿神社が鎮座する。こちら側は円山川の支流芝川の源流になっている。

## 近況
丹波国と但馬国を結ぶ地としては、遠阪峠の5kmほど北に夜久野高原があり、山陰本線や国道9号は夜久野を通過している。ただし夜久野高原は、日本海に注ぐ由良川水系の牧川を遡った先にあり、中央分水嶺ではない 。（このルートでの分水嶺は南丹市と京丹波町の間の観音峠にある。）
これに対し、遠阪峠は播磨国で海に通じる加古川の上流にあたり、京都からは播磨国を経由するか、福知山から迂回する必要があった（この場合には、分水嶺を3度越えることになる）。
近代になって遠阪峠には兵庫県道山東柏原線が通じるようになった。このルートは丹但（旧丹波国・但馬国）を結ぶ重要な連絡路の一つとなったが、雪深く冬季はしばしば通行不能となった。1977（昭和52）年に兵庫県道路公社によって遠阪トンネルが開通し、トンネルを含めた峠の前後4.7kmの区間は遠阪峠有料道路となった。これによって遠阪峠の通年通行が可能になった。
1982年後には国道427号となり、さらに1993年には国道483号との重複区間の扱いになった。その後国道483号は2006年に北近畿豊岡自動車道となり、遠阪トンネル経由の短絡路は北近畿豊岡自動車道（国道483号）、旧峠は国道427号との扱いになった。なお、遠阪トンネルは有料区間となっている。（詳細は遠阪トンネル参照。）

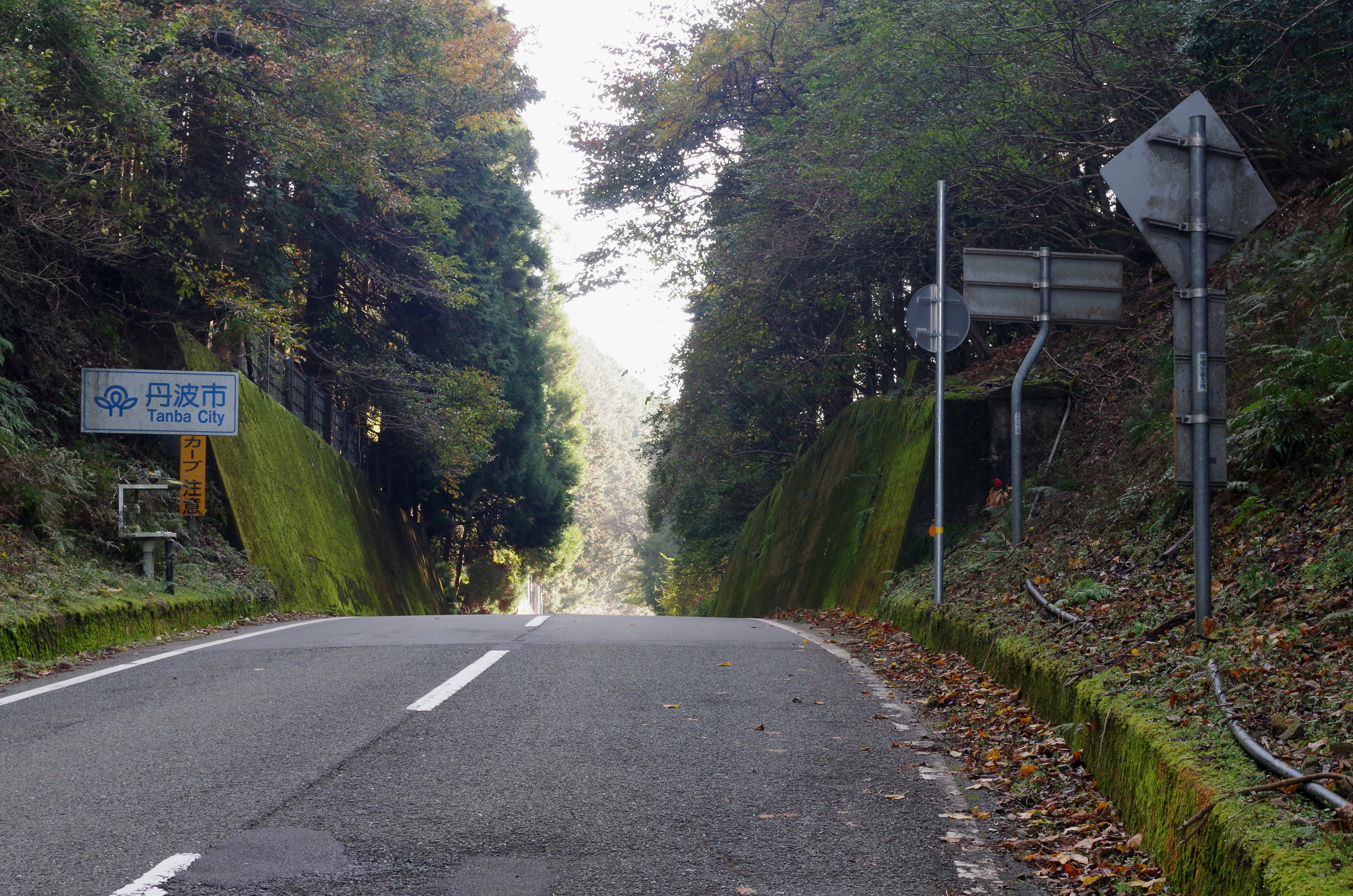
国道427号線の市境-1
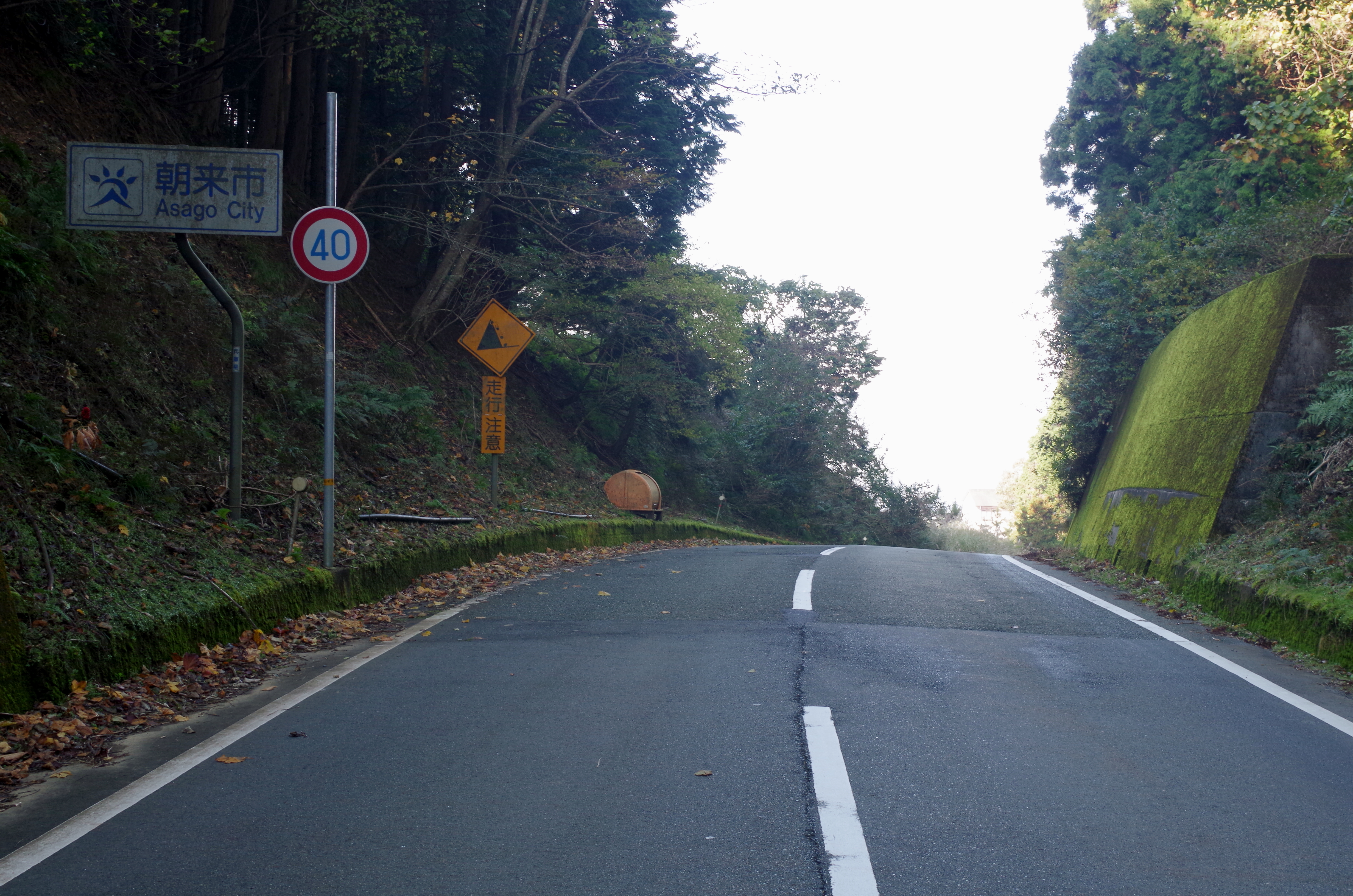
国道427号線の市境-2
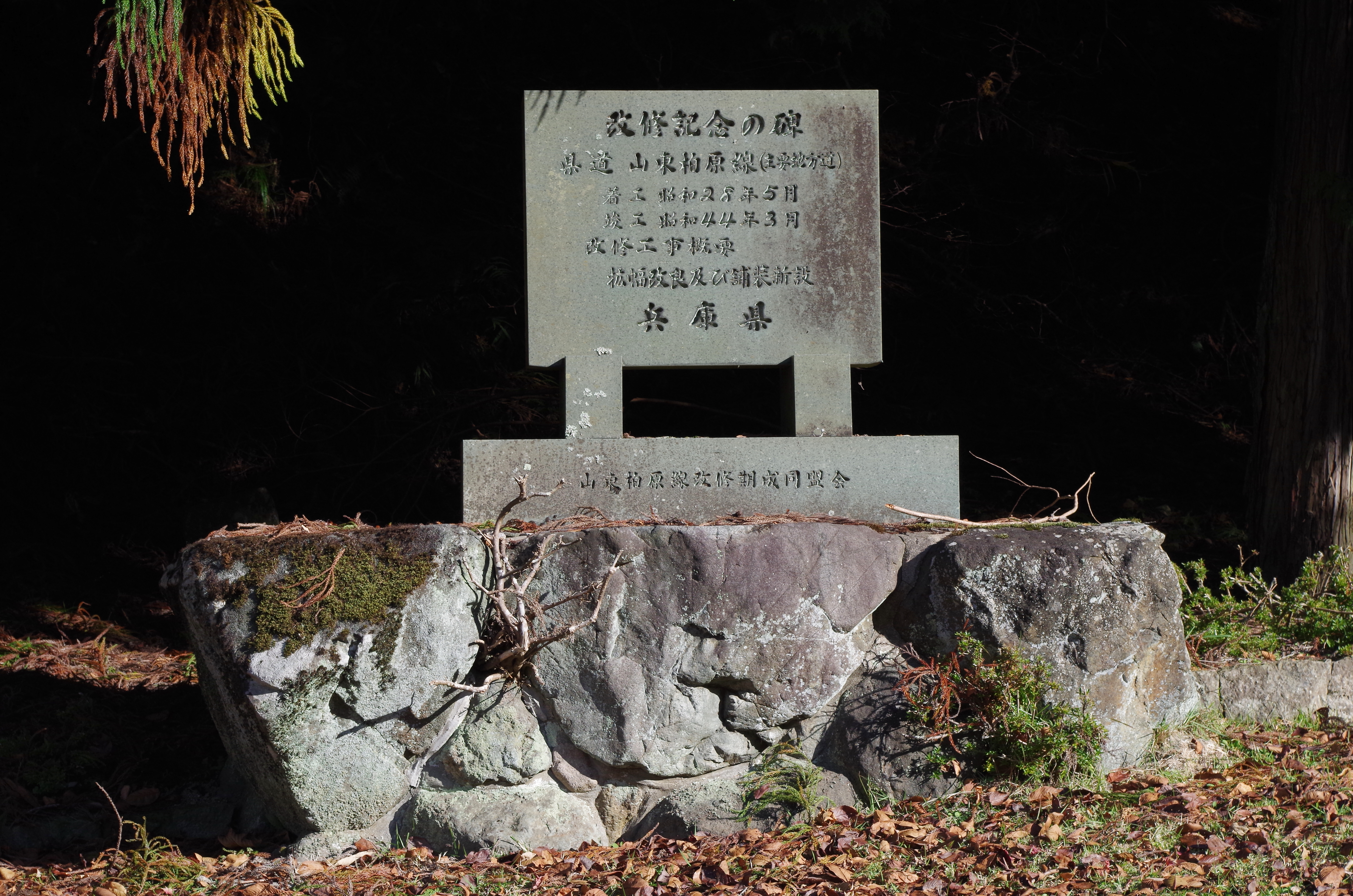
朝来市側にある県道改修記念碑